# Großsteingräber im Tokkekøb Hegn
Die Großsteingräber im Tokkekøb Hegn, bei Lillerød, in der Allerød Kommune befinden sich im Nordosten der dänischen Insel Seeland. Die Einhegung ist bekannt für ihre vielen jungsteinzeitlichen Megalithanlagen. Von den 23 registrierten Anlagen, die Dolmen in Lang- und  Rundhügeln und Ganggräber umfassen, sind mehrere gut erhalten.

## Langdysser und Hügel im Lille Hjortemose
Am Rand des Waldes liegt eine Gruppe von Dolmen und Grabhügeln. Ein Hünenbett mit einer Kammer und 12 erhaltenen Randsteinen liegt in einem kleinen Eichenwald. Daneben ein weiteres Hünenbett von ähnlicher Größe und ein Rest eines Hünenbettes ohne Kammer, bei dem die meisten Randsteine erhalten sind.

## Dyssen im Avlskarlevold
Nördlich dieser Gruppe, etwa 20 Meter vom Weg auf der anderen Seite eines kleinen trockenen Grabens, liegt im Avlskarlevold einer der wenigen gut erhalten Dolmen mit vier Kammern. Das etwa einen Meter hohe Hünenbett ist etwa 25 m lang und 8 m breit. Es hat noch 30 Randsteine. Die Kammern sind zwischen 1,6 und 2,1 Meter lang. Eine der beiden nördlichen hat nach der Restaurierung seinen zuvor geteilten Deckstein zurückerhalten.

## Runddysser am Degnebæksvej
Hier liegen einige Runddolmen in einem alten Buchenwald am Rande des Hegn. Einer hat 3,3 m Durchmesser und 12 Randsteine, aber keinen Deckstein. Etwas nördlich, im Unterholz unter alten Buchen versteckt, liegt ein weiterer kleiner Dolmen. Er hat neun Randsteine, von denen mehrere umgeworfen sind.

## Langdysse am Linjevej
Im alten Buchenwald am Linievej liegt ein großer Erdhügel, der auf alten Karten als Deich bezeichnet wurde. Er ist 84 Meter lang und 12 Meter breit. Er ist später als einer der längsten Langdolmen auf Seeland erkannt worden. Er hat keine Randsteine, sondern mehrere große Steine auf der Oberfläche, die Reste von Kammern darstellen. Etwas südlich liegen die Überreste eines kleinen Hügels von etwa 8 × 8 Metern mit fünf Randsteinen.
Dem gelben Wanderweg nach Osten folgend liegt eine Langdysse (Sb.nr.010403-007) mit zwei Großdolmen (dän. stordysser). Beide Kammern haben zwei Decksteine, insbesondere eine nähert sich der Ganggrabform. Diese Großdolmen zeigen, dass es Zwischenformen zwischen dem Polygonaldolmen mit einem Deckstein und dem Ganggrab gibt, die gleichzeitig entstanden. Auf der gegenüberliegenden Seite der Straße liegt ein etwas verkürztes Hünenbett mit zwei Kammern, eine davon mit Gang.
Stumpedyssen, der seinen Namen einer Straße durch den Hegn gab, ist ein Ganggrab nördlich des Sjæelsø (See). Die Anlage liegt in einem flachen Rundhügel von etwa 18,0 m Durchmesser mit Gang auf der Südseite. Auf der Nordseite der Kammer liegt ein sehr großer Stein, wahrscheinlich ein Deckstein. Auf dem Hügel verstreute größere Steine können Decksteine von Kammer und Gang sein. Es gibt 20 Randsteine, von denen sieben aufrecht stehen.
In der Nähe des Stumpedyssevej liegt auch der große Findling (etwa 70 Tonnen) Lereltestenen oder Lerelte Stenen.